# Nichterneuerbarer Rohstoff
Nicht-erneuerbare Rohstoffe sind Rohstoffe, bei denen die Geschwindigkeit ihres Verbrauchs die Geschwindigkeit ihrer Regeneration übersteigt. Gegensatz sind die nachwachsenden Rohstoffe.

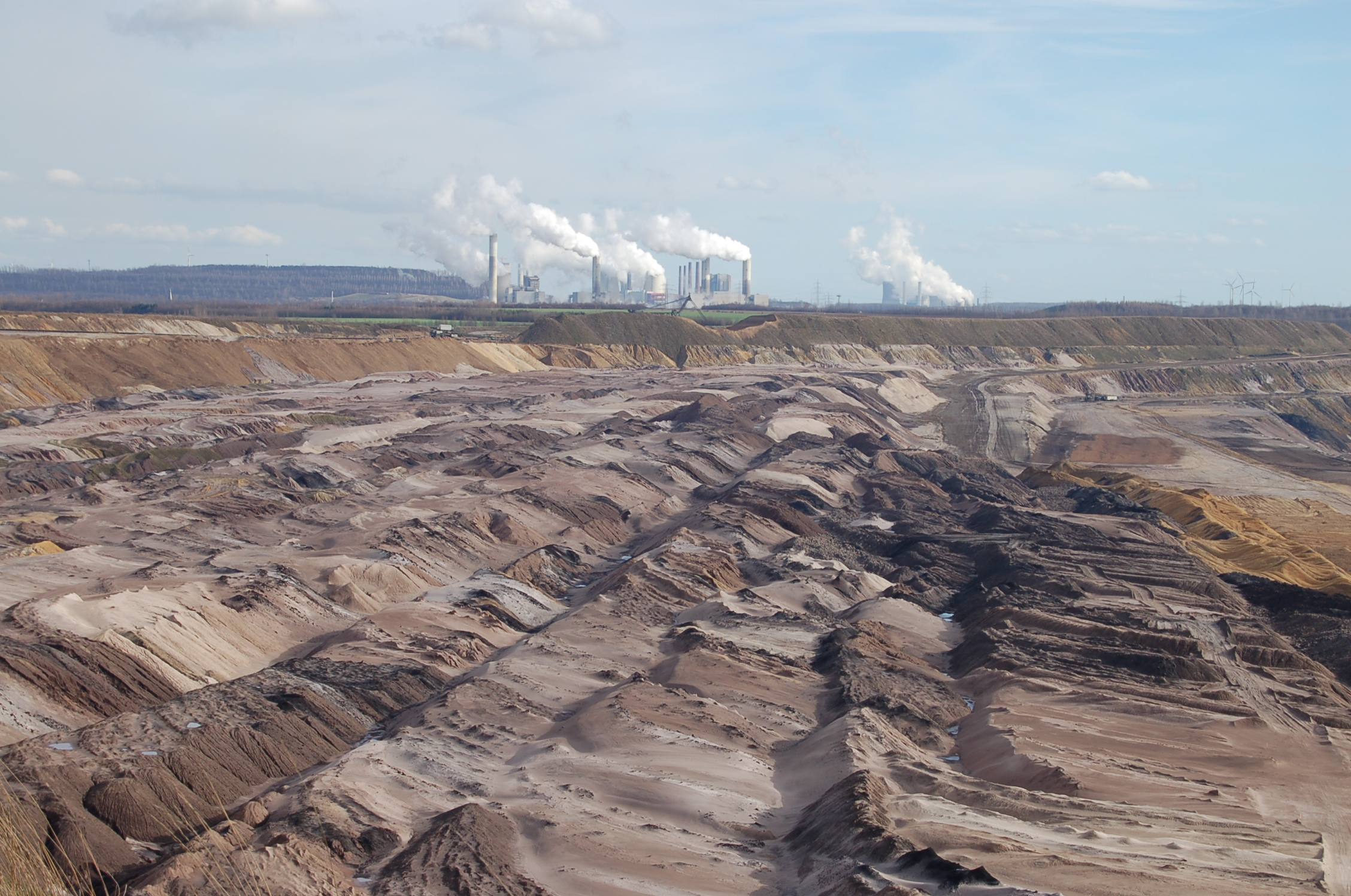
Braunkohletagebau Jüchen

## Allgemeines
Aus der Gegenüberstellung der Verbrauchs- und Regenerationsgeschwindigkeit ergibt sich die Reichweite eines Rohstoffs, also dessen zeitliche Verfügbarkeit. Denn die Lagerstätten der nicht-erneuerbaren Rohstoffe weisen lediglich quantitativ begrenzte Rohstoffvorkommen auf, so dass ein hoher Verbrauch diese Vorkommen schrumpfen lässt, ohne dass weitere Lagerstätten entdeckt werden. Übersteigt der Verbrauch die Regeneration deutlich, so gehören diese Rohstoffe zu den nicht-erneuerbaren Rohstoffen. In diesem Sinne sind fossile Energieträger bei der gegenwärtigen Verbrauchsrate nicht erneuerbar. Entscheidend für die Unterscheidung zwischen erneuerbaren und nicht-erneuerbaren Rohstoffen ist der Betrachtungszeitraum. Erdöl ist beispielsweise bei einem Zeithorizont von 100.000 Jahren eine nicht-erneuerbare Ressource, bei einer Million Jahren jedoch eine erneuerbare.
Ortwin Renn spitzte die verbrauchsbedingte Verknappung wie folgt zu: „Nicht erneuerbare Energieressourcen können so lange genutzt werden, bis die Summe der ausgebeuteten Rohstoffe die Summe der zum jeweiligen Zeitpunkt noch zusätzlich gefundenen Reserven oder durch absehbare Know-how-Verbesserungen zusätzlich wirtschaftlich gewinnbaren Ressourcen übertrifft“. Da die Ausbeutung nicht-erneuerbarer Rohstoffe zeitlich begrenzt sein wird, entsprechen sie nicht dem Prinzip der Nachhaltigkeit.

## Arten
Zu den nicht-erneuerbaren Rohstoffen gehören alle mineralischen Rohstoffe, also anorganische Rohstoffe, die als Bestandteil der Erdkruste oder des Erdmantels in der Natur vorkommen. Es gibt drei Gruppen mineralischer und eine Gruppe organischer Rohstoffe:

### Metallische Rohstoffe
Erze sind die bedeutendsten mineralischen Rohstoffe. Eisen, Aluminium und Stahl bilden die Grundrohstoffe des Maschinen-, Anlagen- Schiffs- und Automobilbaus. Edelmetalle wie Gold, Silber, Platin oder Palladium sind nicht nur mehr für die Schmuckindustrie entscheidend, sondern bilden zusammen mit Kupfer, Zinn und Halbleitern die Grundlage von Elektroindustrie und Elektronik. In den Spitzentechnologien stieg in den letzten Jahrzehnten die Bedeutung für Seltene Erden. Aus Uran und seinem Zerfallsprodukt Plutonium wird in Kernkraftwerken Energie erzeugt.

### Gesteine / Sedimente
Als Gesteine oder Sedimente werden zum Beispiel Ton, Sand, Kies, Graphit, Asbest und Diamant bezeichnet. Sie sind vor allem im Hoch- und Tiefbau mengenmäßig bedeutsam.

### Salze
Salze wie Kali, Phosphate oder Steinsalz werden häufig in der Nahrungsmittelindustrie und der chemischen Industrie verwendet.

### Organische Rohstoffe
Eine weitere Gruppe bilden die aus organischem Material hervorgegangenen Rohstoffe, nämlich die fossilen Rohstoffe. Hierzu gehören die fossilen Brennstoffe Kohle, Erdöl und Erdgas. Sie dienen als Brenn- und Kraftstoff in Kraftwerken, Fahrzeugen, Schiffen und Flugzeugen und als Ausgangsmaterial für die chemische Industrie.

## Maßnahmen zur Verbrauchsverringerung
Die Besorgnis der Rohstoffverknappung führte zu Vorschlägen, wie diese zu mildern sei: „Allgemein sollte bei der Nutzungsrate in Betracht gezogen werden, wie kritisch der Bestand dieser Ressourcen ist, ob Technologien verfügbar sind, um die Nutzung zu minimieren, und mit welcher Wahrscheinlichkeit Ersatzstoffe zur Verfügung stehen“. Es gibt die Möglichkeit, einerseits durch effizientere Nutzung und/oder andererseits durch den Einsatz von Substitutionsgütern den Verbrauch nicht-erneuerbarer Rohstoffe zu verringern:
- Effizientere Nutzung von Werkstoffen und Energie (Energieeffizienz) durch längere Lebensdauer und Wiederverwendung oder Rohstoffrecycling. Möglich ist die energie- und materialsparende Entwicklung von Produkten oder Anlagen, Erhöhung der Energieintensität, eine Verringerung der Einsatzmengen durch geringere Konzentration, eine längere Lebensdauer durch höhere Produktqualität, geringeren Verschleiß und verringerte Obsoleszenz oder Verbesserung des Recyclings.
- Knappe Rohstoffe könnten durch Substitutionsgüter ganz oder teilweise ersetzt werden. Diese Substitutionsgüter sollten aus weitverbreiteten oder erneuerbaren Rohstoffen bestehen. Beispiele sind der Ersatz von fossilen Brennstoffen durch erneuerbare Energien, also beispielsweise von Kohleverstromung durch Photovoltaik, Windenergie oder Wasserkraft.

Hierdurch kann verhindert werden, dass die vorhandenen Bestände an nicht-erneuerbaren Rohstoffen zu stark dezimiert werden. „Was die nicht erneuerbaren Ressourcen wie fossile Brennstoffe und Mineralien betrifft, reduziert ihre Nutzung die für die künftigen Generationen verfügbaren Bestände. Das bedeutet jedoch nicht, dass solche Ressourcen nicht genutzt werden sollten“.

## Folgen
Nicht erneuerbare Rohstoffe unterliegen einer besonderen Knappheit, so dass es bei ihnen tendenziell bei gegebener Nachfrage zu stärkeren Preisschwankungen wegen Marktenge kommen kann. Ihre Gewinnung oder ihr Abbau tendiert dazu, immer weniger wirtschaftlich zu werden, weil den steigenden Verkaufserlösen dieser Rohstoffe überproportional steigende Abbaukosten gegenüberstehen. Knappere Rohstoffe wiederum führen bei den Unternehmen zu höheren Rohstoffkosten, so dass die Rohstoffknappheit das allgemeine Preisniveau erhöht (Inflation). Die beschriebenen Maßnahmen zur Verbrauchsverringerung führen zwar zu einer Verlängerung der Reichweite dieser Rohstoffe, verschieben ihr Knappheitsproblem jedoch auf künftige Generationen.

## Wirtschaftliche Aspekte
Der Bergbau ist der einzige Wirtschaftssektor innerhalb der Urproduktion, der nichterneuerbare Rohstoffe produziert. Abbau und Gewinnung führen deshalb zu einer Verringerung der Reichweite dieser Rohstoffe, die zu einer natürlichen Knappheit und damit theoretisch zu tendenziellen Steigerungen der Rohstoffpreise führt. So haben beispielsweise die Rohstoffvorkommen von Gold beim bisherigen Jahresverbrauch noch 16,1 Jahre Reichweite. Neben dem Nichtverbrauch und möglichen Substitutionen kann diese Reichweite nur durch Recycling hinausgeschoben werden.
Bodenressourcen werden im Allgemeinen nicht direkt konsumiert, sondern gelten vor allem als Produktionsfaktoren (Rohstoffe), die zusammen mit den übrigen Faktoren Arbeit und Kapital zur Produktion von Konsum- und Investitionsgütern eingesetzt werden. Die Preisbildung auf den Rohstoffmärkten verläuft anders als bei nachwachsenden (reproduzierbaren) Rohstoffen. Ein heute verbrauchter, nichterneuerbarer Rohstoff steht – abgesehen von Recycling und Substituierbarkeit – für einen künftigen Verbrauch nicht mehr zur Verfügung, so dass der Verbraucher Opportunitätskosten im Marktpreis berücksichtigen muss. Deshalb muss die für reproduzierbare Güter geltende Effizienzbedingung, wonach der Marktpreis {\displaystyle p^{*}} den Grenzkosten {\displaystyle c^{*}} entspricht
{\displaystyle p^{*}=c^{*}},
um die Opportunitätskosten {\displaystyle c_{o}} erhöht werden:
{\displaystyle p^{*}=c^{*}+c_{o}}.
Deshalb wird von nicht reproduzierbaren Rohstoffen weniger und zu einem höheren Preis angeboten als bei reproduzierbaren. Das Preisniveau steigt bei nicht reproduzierbaren Rohstoffen auch dadurch, dass sich die Abbaukosten tendenziell erhöhen (Goldminen müssen immer tiefer gegraben werden). Lewis Cecil Gray wies in diesem Zusammenhang 1914 nach, dass der Marktpreis eines nicht reproduzierbaren Rohstoffes neben den Grenzkosten seines Abbaus auch die Opportunitätskosten beinhalten müsse. Die Opportunitätskosten entstehen der Bergbaugesellschaft dadurch, dass ihr beim Abbau ein Nutzen entsteht (durch Gewinne), der verkaufte Rohstoff aber künftig nicht mehr verkauft werden kann und deshalb auch keinen Nutzen mehr stiftet. 